# 戈比根杰
戈比根杰（Gopiganj）是印度北方邦Sant Ravidas Nagar县的一个城镇。总人口17938（2001年）。

## 人口
该地2001年总人口17938人，其中男性9392人，女性8546人；0—6岁人口2901人，其中男1500人，女1401人；识字率62.58%，其中男性为69.27%，女性为55.22%。